# Veronica Hart
Jane Esther Hamilton (Las Vegas, Nevada; 27 de octubre de 1956) es una actriz pornográfica y actualmente directora estadounidense que actuó bajo el nombre de Veronica Hart durante los años 1980. Hart es también miembro del AVN Hall of Fame.
Hart realizó películas para adultos desde 1980 hasta 1984, y es principalmente conocida por sus interpretaciones en Amanda by Night, Wanda Whips Wall Street, Roommates y A Scent of Heather. También ha dirigido, editado y producido cine para adultos, mientras realizaba cameos ocasionales (no sexuales) tanto en cine convencional como para adultos.

## Apariciones en TV (selección)
- Six Feet Under, Jean Louise Macarthur a.k.a. Viveca St. John - en el episodio "An Open Book" de la temporada 1 (2001)
- Lady Chatterly's Stories, Amy (como Jane Hamilton) - en el episodio "The Manuscript" (2001)
- First Years, Lola - en el episodio "Porn in the U.S.A." (2001)

## Premios y nominaciones

### Ganados
- 1981

AFAA for Best Actress – Amanda by Night
- 1982

AFAA Award for Best Actress – Roommates
AFAA Award for Best Supporting Actress – Foxtrot
CAFA Award for Best Actress – Roommates
- 1996

AVN Award for Best Non-Sex Performance – Nylon
- AVN Hall of Fame[2]
- Hustler Walk of Fame[7]
- Legends of Erotica[8]
- XRCO Hall of Fame[9]

### Nominaciones
- 2001

AVN Best Director – Video for White Lightning
- 2002

AVN Best Director – Film for Taken
- 2003

AVN Best Director – Video for Crime and Passion
- 2004

AVN Best Director – Film for Barbara Broadcast Too
- 2005

AVN Best Director – Film for Misty Beethoven: The Musical
- 2006

AVN Best Non-Sex Performance for Eternity
- 2007

AVN Best Non-Sex Performance for Sex Pix
- 2008

AVN Best Non-Sex Performance for Delilah
- 2009

AVN Best Non-Sex Performance for Roller Dollz

## Literatura
- Sam Frank (1986). Sex in the Movies. Citadel Press. Libro dedicado a Hart, el cual incluye un capítulo que cubre los inicios de su carrera.
- Nicolás Barbano (1999). Verdens 25 hotteste pornostjerner. Rosinante. Incluye un capítulo sobre ella.